# 地名站
地名站（日语：／ Jina eki */?）是位於靜岡縣榛原郡川根本町地名，大井川鐵道的大井川本線車站。

## 歷史
- 1930年（昭和5年）7月16日 - 車站啟用。

## 車站構造
此站是地面車站，設有1面2線的島式月台。車站大樓內沒有人當值。此站是簡易委託車站，於車站外面的煙草店中可購買車票。

## 利用狀況
- 在2007年度，1日平均乘車人次為27人[1]。

## 相片集

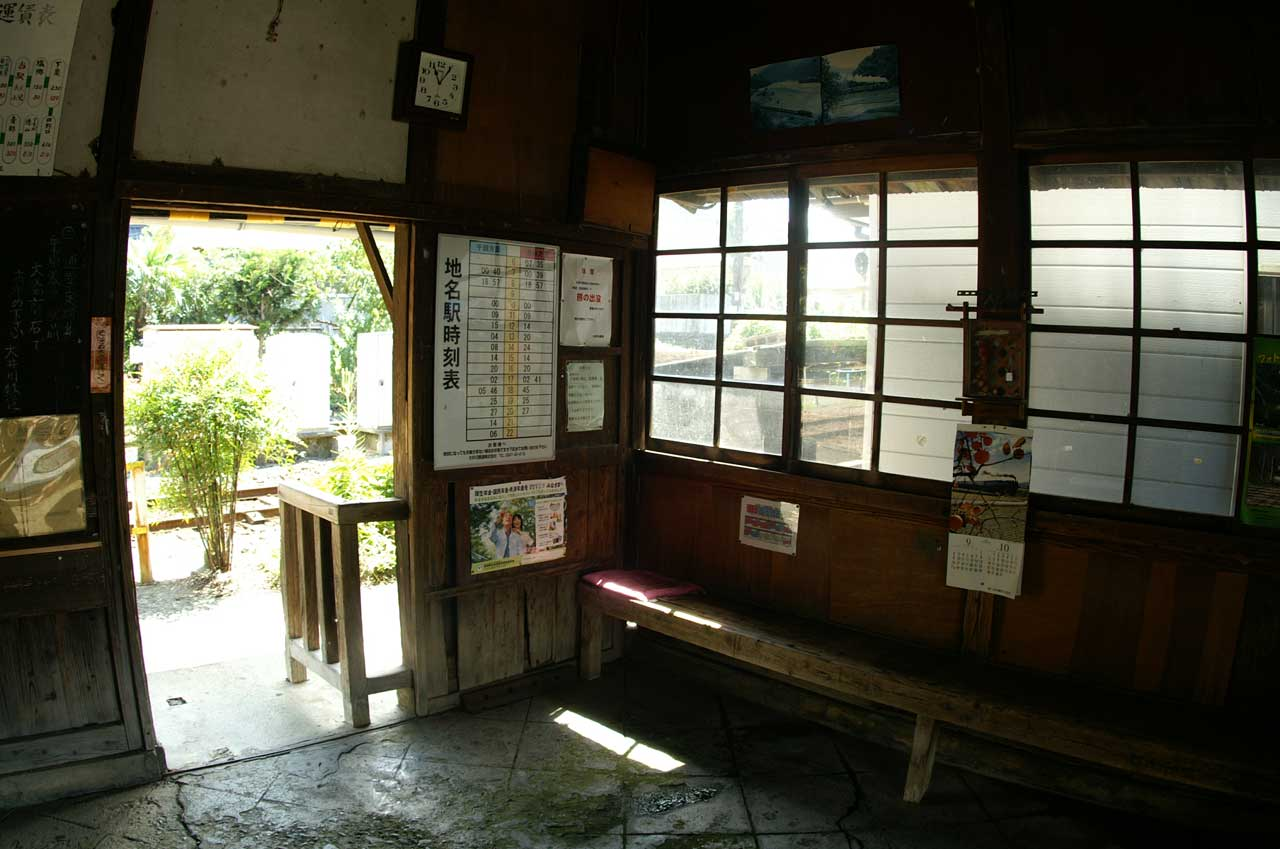
車站大樓內部
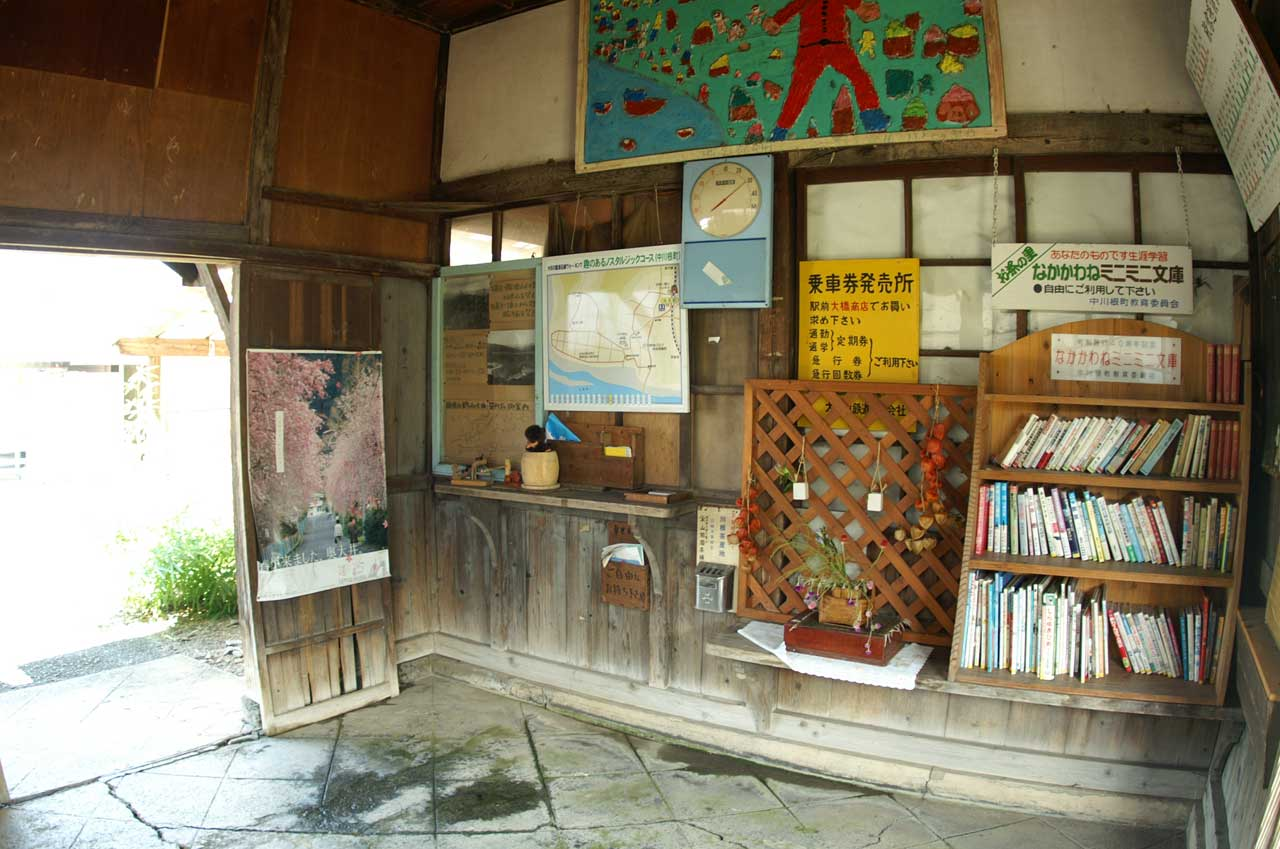
車站大樓內部
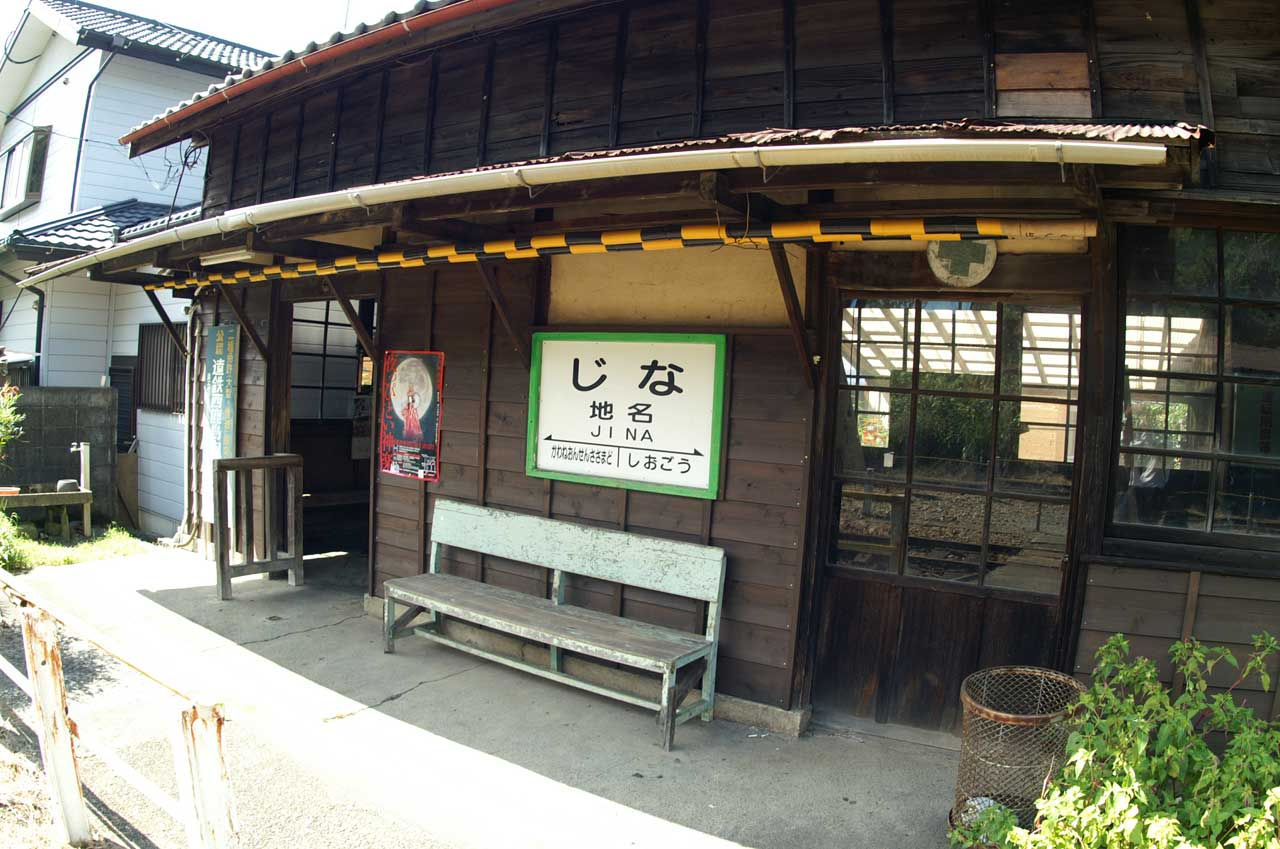
車站大樓（望向月台）
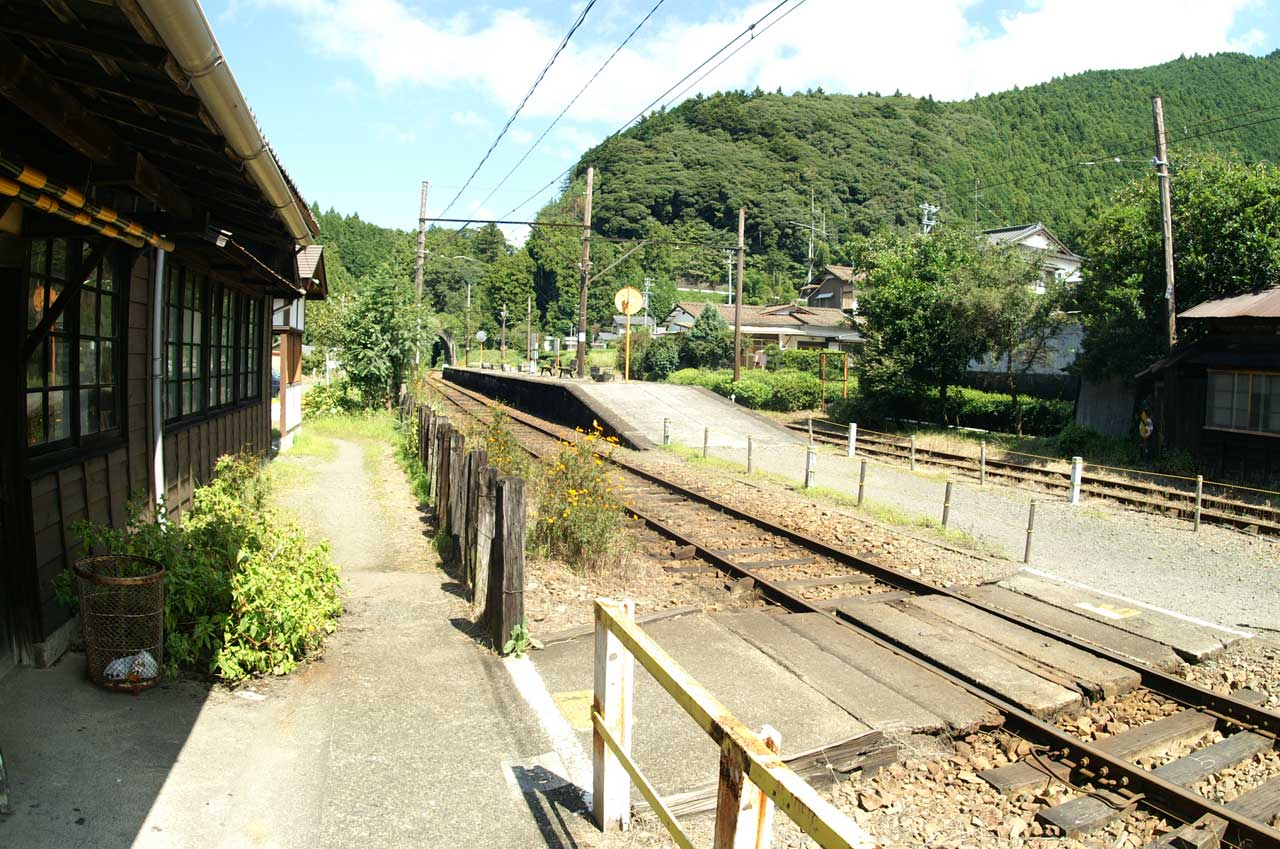
月台
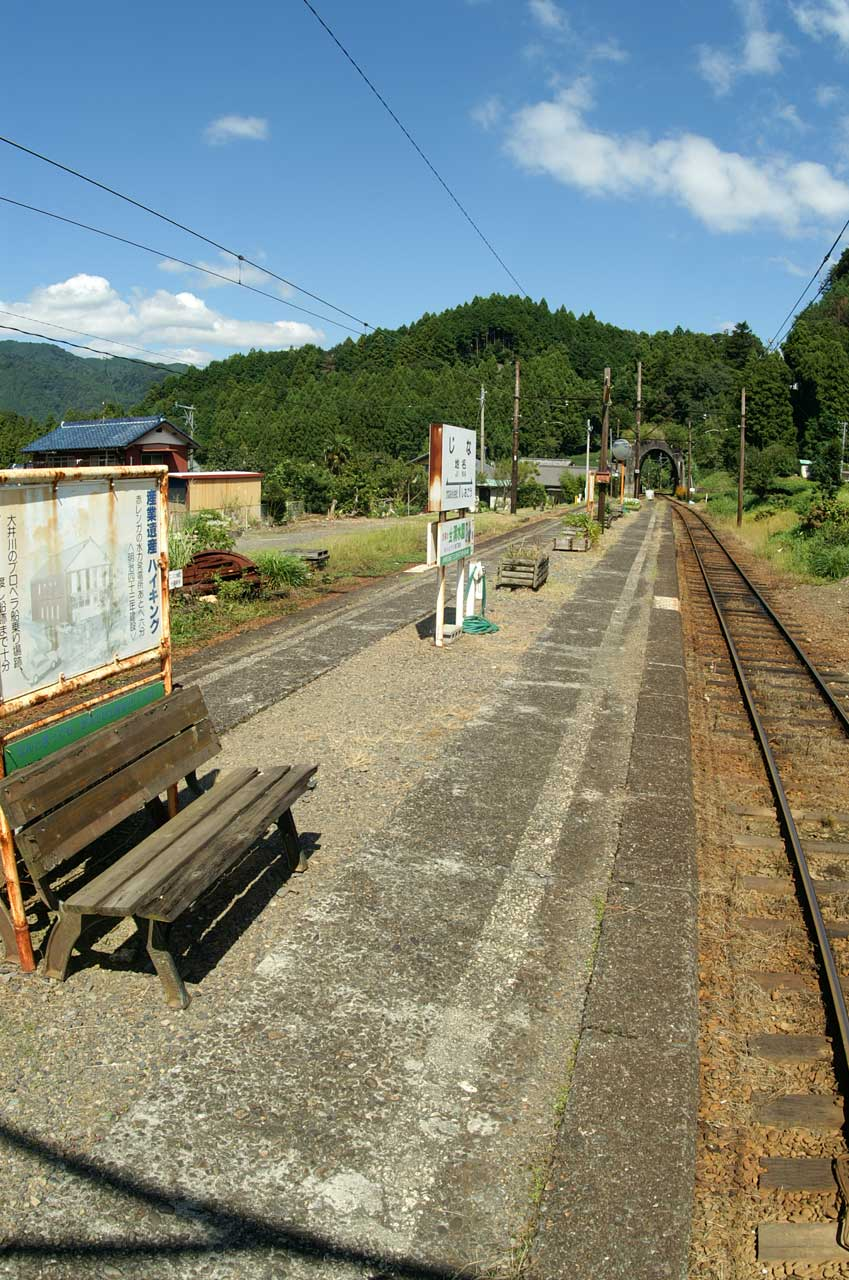
月台
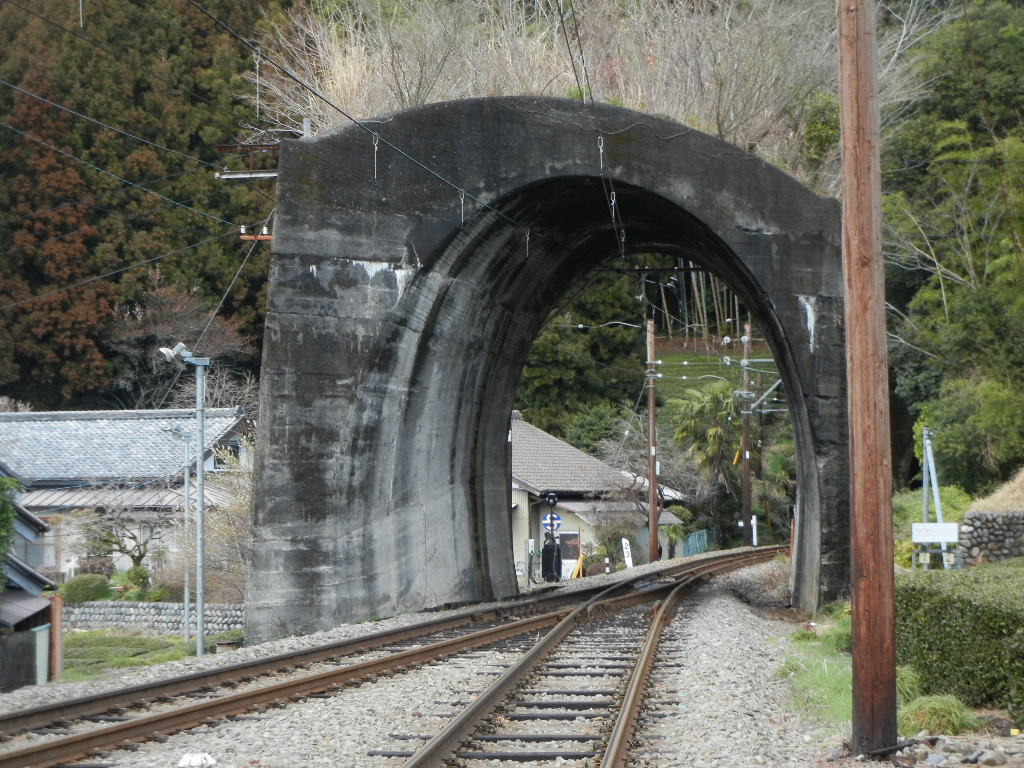
川根電力索道用安全隧道

## 車站周邊
- 川根電力索道用安全隧道

車站北邊（靠近千頭站一方）設有一條全長約7米的短隧道（參見上圖）。建設該隧道為了保護路軌免受貨物索道發生事故而墜下時，保護路軌。現時索道已經停用，而隧道部分仍然保持良好狀態。站內設有「日本最短隧道？」的資訊牌。在車站南邊（靠近金谷站一方）也有相類似設計，但是該構造物是一個罩，當中天花板部分已經崩烈，側面的壁身仍然保存了。
- 國道473號（日语：国道473号）
- 靜岡縣道77號川根寸又峽線（日语：静岡県道77号川根寸又峡線）
- 七曲滑翔傘公園[2]

## 相鄰車站
大井川鐵道
大井川本線
川根溫泉笹間渡－地名－鹽鄉

## 註腳
1. ↑  靜岡縣統計年鑑
2. ↑  . 大井川で逢いましょう。実行委員会.   [2019-02-28]. （原始内容存档于2021-02-10） （日语）.

## 外部連結
- 大井川鐵道 （页面存档备份，存于）（日語）